# Парк Дош Атлеташ
Парк Атлетов (порт. Parque Dos Atletas; также известен как Олимпийский парк «Рок-город» (Parque Olímpico Cidade do Rock)) — парк в районе Барра-да-Тижука в западной части Рио-де-Жанейро.

## История
Старый «Рок-город» существовало в Рио-де-Жанейро с середины 1980-х. Созданное для международного рок-фестиваля «Рок в Рио» 1985 года, оно также принимало фестиваль «Рок в Рио 3» в 2001 году. Вместимость до 250 000 зрителей.
Для Панамериканских игр 2007 на его месте построили «Спортивный комплекс „Рок-город“» (Complexo Esportivo Cidade do Rock), состоящий из двух временных стадионов для бейсбола (3 000 зрителей) и софтбола (2 000 зрителей). Сооружения сильно пострадали во время проливных дождей, поэтому от проведения соревнований пришлось отказаться.
На месте старого «Рок-города» сейчас находится Олимпийская деревня Летних Олимпийских игр 2016.

### Современный Рок-город
Новое «Рок-город» расположен на северо-восток от старого — вблизи выставочного центра Риосентро. Строительство начато в 2010 году, завершено через год. В нем проводились фестивали «Рок в Рио 4» (2011), «Рок в Рио 5» (2013) и «Рок в Рио 6» (2015).
На время Олимпийских игр 2016 новый «Рок-город» («Парк Атлетов») стал зоной отдыха для зрителей и делегаций. В нём находятся теннисный корт, стена для скалолазания, детская площадка, каток, раздевалки с душевыми, велосипедная дорожка на 1420 м.

## Ссылка
- Фотография с птичьего полёта